# Stylocidaris
Stylocidaris är ett släkte av sjöborrar. Stylocidaris ingår i familjen piggsvinssjöborrar.
Kladogram enligt Catalogue of Life:
| Stylocidaris | \| \| Stylocidaris affinis \| \| \| \| \| \| Stylocidaris lineata \| \| \| \| |
|              | \| \| Stylocidaris affinis \| \| \| \| \| \| Stylocidaris lineata \| \| \| \| |
|              | Aporocidaria                                                                  |
|              |                                                                               |
|              | Aporocidaris                                                                  |
|              |                                                                               |
|              | Austrocidaris                                                                 |
|              |                                                                               |
|              | Cidaris                                                                       |
|              |                                                                               |
|              | Eucidaris                                                                     |
|              |                                                                               |
|              | Genocidaris                                                                   |
|              |                                                                               |
|              | Goniocidaria                                                                  |
|              |                                                                               |
|              | Goniocidaris                                                                  |
|              |                                                                               |
|              | Histocidaris                                                                  |
|              |                                                                               |
|              | Ogmocidaris                                                                   |
|              |                                                                               |
|              | Prionocidaris                                                                 |
|              |                                                                               |
|              | Stereocidaris                                                                 |
|              |                                                                               |
|              | Stylocidaris affinis                                                          |
|              |                                                                               |
|              | Stylocidaris lineata                                                          |
|              |                                                                               |

|  | Stylocidaris affinis |
|  |                      |
|  | Stylocidaris lineata |
|  |                      |